# 巴魯姆湖
53°21′03″N 10°24′49″E / 53.3508°N 10.4136°E

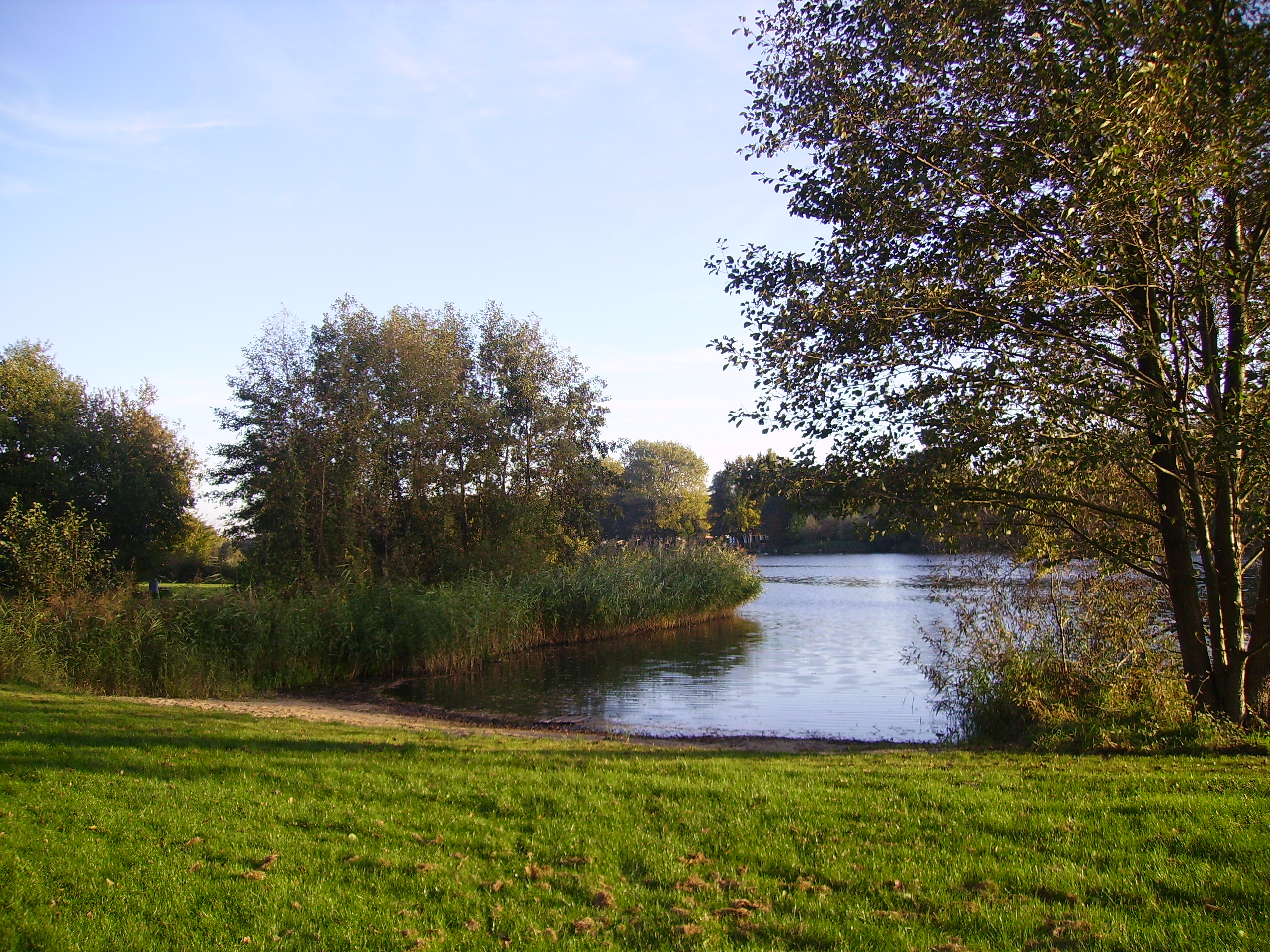

巴魯姆湖（德語：Barumer See），是德國的湖泊，位於該國西北部，由下薩克森州負責管轄，處於巴魯姆，長1.2公里、寬0.1公里，面積0.14平方公里，海拔高度4米，最大水深4米。